# Кула (община, Болгария)
Кула (болг. Община Кула) — община в Болгарии. Входит в состав Видинской области. Население составляет 5838 человек (на 21.07.05 г.).

## Состав общины
В состав общины входят следующие населённые пункты:
1. Големаново
2. Извор-Махала
3. Коста-Перчево
4. Кула
5. Полетковци
6. Старопатица
7. Тополовец
8. Цар-Петрово
9. Чичил